# Isobel Baillie
Isobel Baillie (* 9. März 1895 in Hawick, Grafschaft Roxburghshire, Schottland; † 24. Dezember 1983 in Manchester, England) war eine schottische Sängerin (Sopran).

## Leben
Isobel Baillie war das jüngste Kind eines schottischen Bäckermeisters und seiner Frau. Früh erkannte man ihr musikalisches Talent und ab dem Alter von 9 Jahren bekam sie Gesangsunterricht und gewann ein Stipendium für die High School  in Manchester, wohin die Familie mittlerweile gezogen war. 1917, während des Ersten Weltkrieges, heiratete sie Henry Leonard Wrigley, gemeinsam hatten sie eine Tochter. 
1921 hatte sie ihre ersten größeren Auftritte mit dem Manchester-Orchester und 1923 ihren ersten Auftritt in London, mit einem bemerkenswerten Erfolg. 1925–1926 ließ sie sich in Mailand von Guglielmo Somma weiter ausbilden. Danach hatte sie in England große Erfolge mit dem Gesang von Oratorien. 
1955 bis 1957 und von 1961 bis 1964 unterrichtete sie am Royal College of Music in London und ab 1970 an der Manchester School of Music.